# VG Pocket
De Pelican VG Pocket is een tv-spel dat in 2005 door Pelican Accessories werd geïntroduceerd.
In het handzame apparaat zijn 50 computerspellen geïntegreerd die allen remakes zijn van populaire bestaande spellen en wordt aan de man gebracht met de slogan "arcade in your pocket". Het beschikt over een ingebouwd 5,1 cm groot lcd-kleurenscherm maar kan daarnaast ook met een kabel op de televisie worden aangesloten.

## Technische specificaties
- 50 geïntegreerde arcadespellen
- geïntegreerd lcd-kleurenscherm van 5,1 cm
- A/V-aansluiting voor verbinding met een televisie
- geïntegreerde luidspreker

## De geïntegreerde computerspellen

### Actiespel
- Get it Right
- Lawn Gems
- Road Works
- Smash Ball

### Racespel
- Bandit Racer
- Motor Rally
- Road Ace
- Road Race (een kloon van Bump N Jump)

### Schietspel
- Air War
- Earth's Starfighter (een remake van Namco's Xevious)
- Quick Shot (een kloon van Space Invaders)
- Sky Fighter
- Space Shooter
- Sub Hunter (een kloon van Zeeslag)

### Sportspel
- Bulls-eye (boogschieten, met sterke overeenkomsten met Konami's Hyper Sports)
- Free Throws (basketballspel)
- Surfs Up
- Target Shoot (gedeeltelijk een kloon van Missile Command)

### Overige
- Bird Craze
- Bird Droppings
- Bounce (een kloon van Pong)
- Butterfly Catch
- Chuck Holes (een kloon van Heartlight)
- Dragon's Tail (een kloon van Snake)
- Drop and Stock (vergelijkbaar met Wario's Woods)
- Fire Fight
- Flying Fish (minispel afkomstig uit het NES-spel Panic Restaurant)
- Fungi
- Globs
- Go Ball
- Go Bang (een kloon van Pente of Go)
- Grow and Mow
- Jewels (een kloon van Magic Jewelry
- Matching Diamonds
- Fun Moves
- Paddle Ball
- Paint
- Patch'n Go
- Pipelines
- Pool Pro
- Rainbows
- Ricochet (een kloon van Arkanoid of Breakout)
- River Racing
- Sea Destroyer
- Sky Mission
- Smart Monkey
- Spin Ball
- Wake the Baby